# Channe Nussbaum
Channe Nussbaum (født 1960 i København) er en dansk sanger og skuespiller.
Nussbaum, der har jødiske rødder, debuterede som sanger og sangskriver i 1980 indenfor både pop, rock, viser og jazz og kom med i bandet Goy, der blev dannet i 1982 og udgav et album i 1989. Hun var i 1980'erne med i bandet Sweethearts sammen med Pernille Højmark.
I 1995 og 1996 deltog hun i Dansk Melodi Grand Prix, først med Klaus Kjellerups og Anne Dorte Michelsens sang "Det blev os alligevel" og året efter med Lars Muhls "Kys mig nu", der fik en fjerdeplads. Siden 1995 har Nussbaum sunget og skrevet klezmermusik i bandsene Spielniks og Trio Klezmer. I 2006 udgav hun desuden " Hvis det ikke er kærlighed", et pop-soloalbum produceret af Stephan Grabowski . I oktober 2012 udkom albummet "Illeborg & Nussbaum", som er produceret sammen med Laura Illeborg. Nussbaum har siden 2006 været aktiv som forsanger i klezmerbandet Klezmofobia, der har lavet tre albums og udgivet dem på Tiger records. Nussbaum spiller meget i udlandet med Klezmofobia, og det har ført til besøg i lande som Kina, Mexico, Japan og det meste af Europa.